# Fuente arqueológica
Una fuente arqueológica es la fuente de datos que sirve para reconstruir la historia incluso en periodos o lugares en que no hay fuentes documentales o escritas para hacerlo. También se utilizan fuentes escritas (egiptología, arqueología industrial). Las fuentes arqueológicas son las que reconstruyen la cultura material, que es el objeto de estudio de la arqueología.[cita requerida]
Pueden enumerarse, como ejemplo de este tipo de fuentes:
- restos materiales (artefacto arqueológico):
  - objetos de arte;
  - edificios comunes o monumentales o cualquier herramienta u objeto creado por el ser humano, por muy insignificante que sean,

así como el impacto de la acción humana sobre su medio ambiente, empezando por su propia presencia a través de los restos que deja tras su paso (huellas, desperdicios, fuego, sus propios cadáveres...) y siguiendo por impactos de más calado (cambios en la vegetación y usos del suelo, alteraciones hidrológicas, ecológicas, climáticas...)